# نيمفيوم

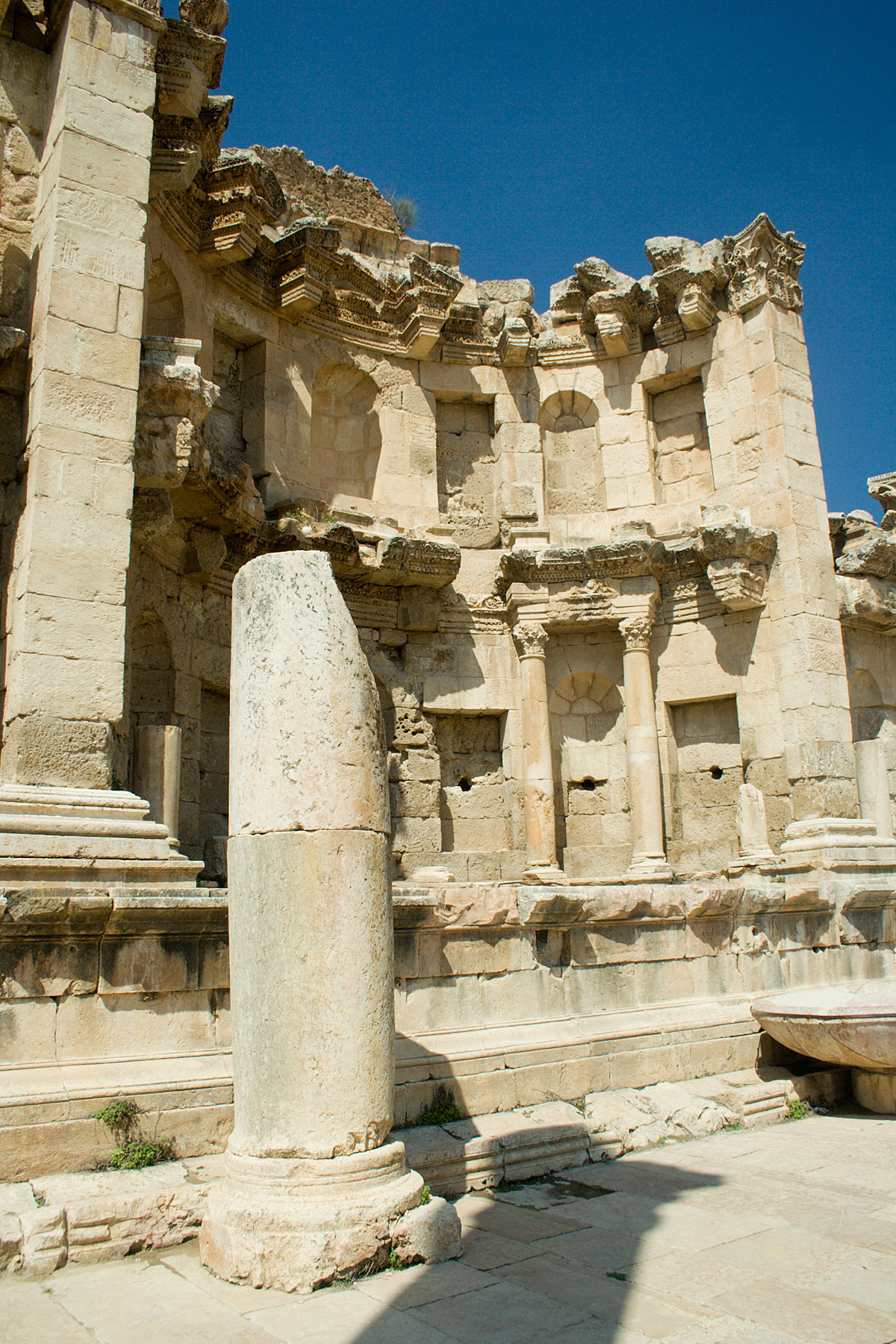
نمفيوم جرش

هَيْكَلُ حُورِيَّاتِ الْمَاءِ أو النمفيوم (باليونانية: νυμφαίον)‏ (بالإيطالية: Ninfeo)‏، في العمارة اليونانية والرومانية القديمة، كان نصب تذكاري مكرس للحوريات الميثولوجية، وخاصة لحوريات الينابيع.
هذه الآثار كانت في الأصل كهوف طبيعية، والتي كانت تسمى مساكن الحوريات. في وقت لاحق، الكهوف الاصطناعية حلت محل الطبيعية.

## الفترة الرومانية
مثلاً النمفيوم في جرش الأردنية، شيد في 191 ميلادي. وهي أصلا نافورة منمقة برخام على واجه المستوى الأدنى، ورسمت بالجص على الطابق العلوي، مسقوفة بنصف قبة، مُشكِلة مِحراب عملاق. تتدفق المياه من افواه سبعة رؤس أسود منحوتة وتسقط في أحواض صغيرة بجانب الرصيف.
تم استعارة النمفيوم في الفترة الرومانية، والتي مددت الاستخدام المقدس إلى أغراض ترفيهية بحتة، من هياكل الشرق الهلنستي. أما النمفيوم (سبيل الحوريات) في عمّان فهو قائم فوق كهف أو مغارة تنبع منها المياه الجارية والمكرسة لآلهة الماء.

## الفسيفساء
كانت النيمفيوم مهمة في الحركة المعمارية للفسيفساء من الأرضية إلى الجدران وأقبية السقف في القرن الأول. في البداية غالبًا ما كانت مزينة بالفسيفساء الهندسية التي تحتوي في الغالب على قذائف، ولكن بحلول نهاية القرن صار لها أن تتضمن موضوعات شخصية طموحة.

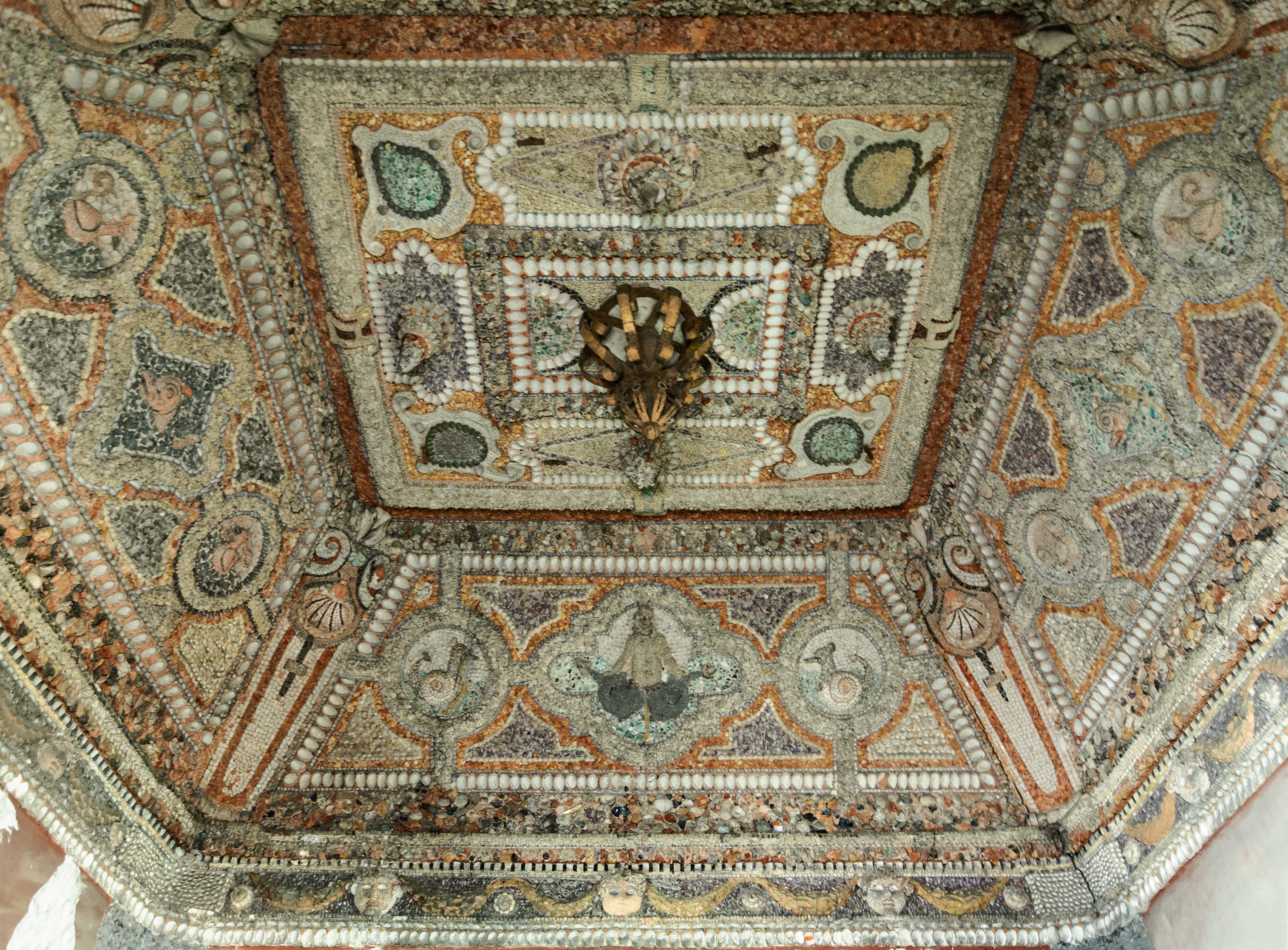
سقف النيمفيوم من القرن 17 من مدرسة سان سولبيس في إيسي ليه مولينو، فرنسا.

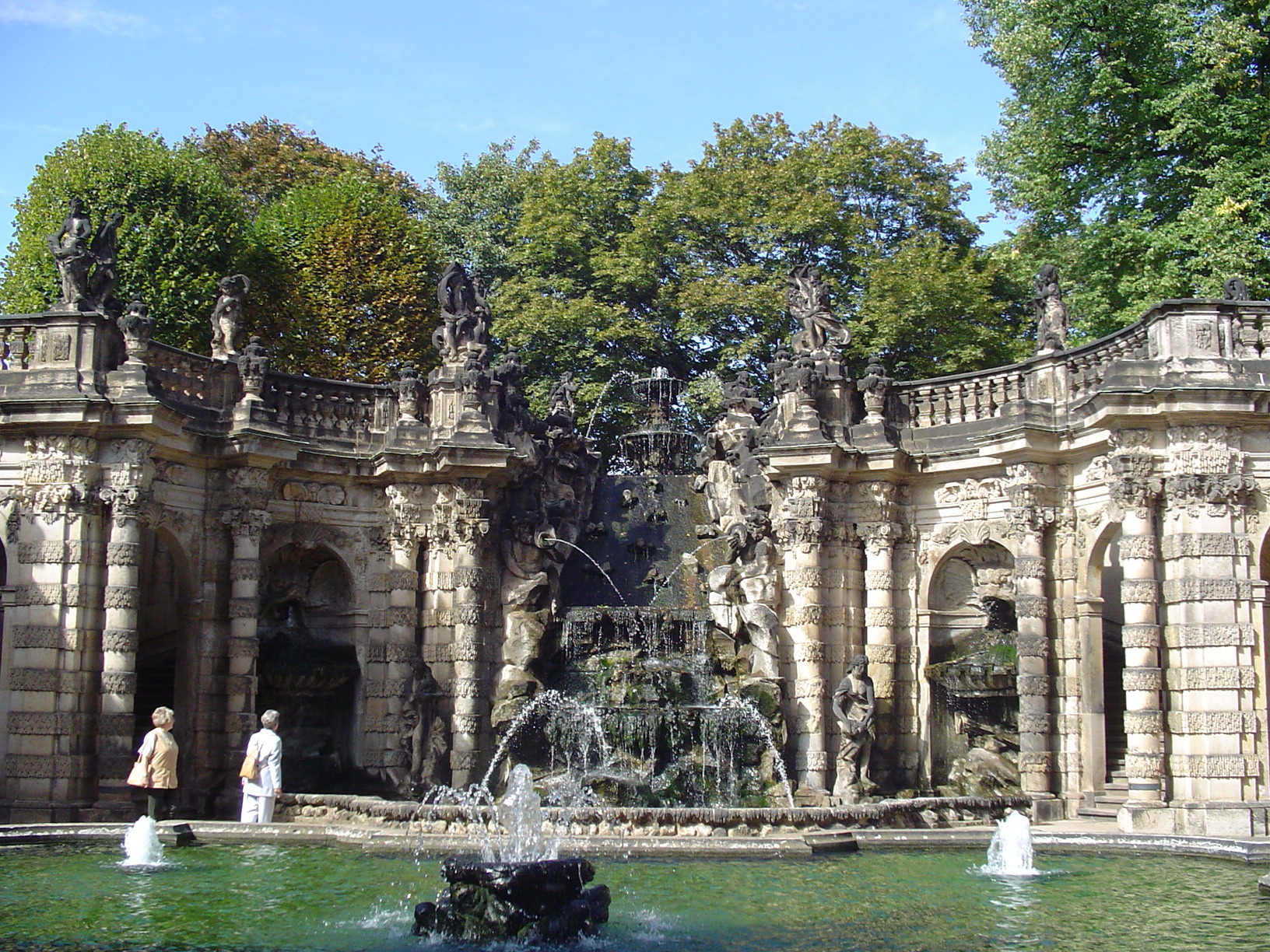
نمفيوم دريسدن، عمارة باروكية ألمانية